# Factor de transcripció twist
Twist és una proteïna de la família de les bHLH (de l'anglès "helix-loop-helix"), que es localitza al parell de cromosomes 7 en humans, concretament al locus p21. Twist és un factor de transcripció, és a dir, és una proteïna que s'uneix a seqüències específiques d'ADN per controlar la seva transcripció a ARNm i així regular l'expressió d'una proteïna. Concretament, twist controla l'expressió de l'E-cadherina (diana) bloquejant la unió de les ARN-polimerases a la regió d'ADN que codifica aquesta proteïna. Així doncs, twist és un factor de transcripció de tipus inhibidor. Aquesta funció ha estat àmpliament comprovada en Drosophila, en ratolins i també en humans, tot i que sembla que és extrapolable a tots els vertebrats. Per tant, twist està directament relacionat en les transicions epiteli-mesenquimàtiques perquè les proteïnes que té per diana, les E-cadherines, són les responsables del reconeixement intracel·lular de les cèl·lules epitelials i fan que aquestes s'adhereixin entre si. En conseqüència, twist controla diversos processos de diferenciació cel·lular, com la miogènesi, l'osteogènesi i la neurogènesi. Per tant, té un paper actiu durant l'embriogènesi, ja que en aquesta etapa l'expressió de les cadherines ha de ser inhibida per tal que les cèl·lules "immadures" puguin viatjar fins als llocs on seran funcionals. L'interès per l'estudi de twist ha crescut en els darrers anys, ja que les cèl·lules canceroses expressen el gen twist tot inhibint les cadherines i permeten així que aquestes cèl·lules migrin cap a altres teixits fenomen conegut com a metàstasi. A més, un altre punt que relaciona twist amb el càncer, és que sembla estar implicat en processos de mort cel·lular o apoptosi.

## Estructura

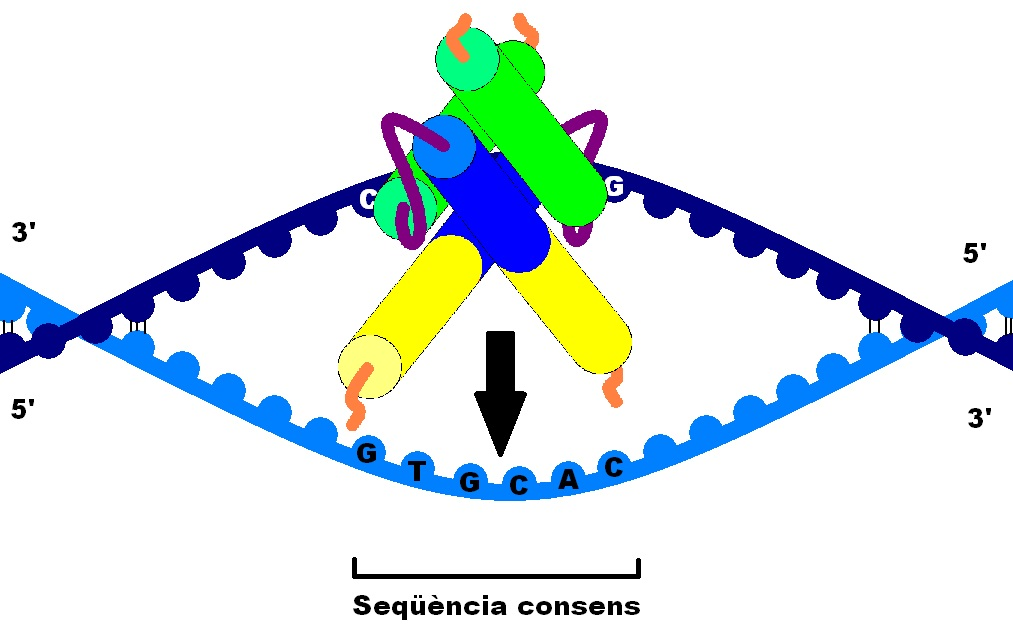
Esquema simplificat de la unió del domini bHLH a la seqüència consens de l'ADN.

Twist pertany a la família de les proteïnes bàsiques hèlix-bucle-hèlix. Aquestes proteïnes es caracteritzen pel fet que el seu domini està format per una seqüència d'aminoàcids adjacents a dos hèlix alfa separades per un bucle interhelicoidal. Una de les hèlixs és més petita i facilita la dimerització plegant-se i empaquetant-se amb l'altra hèlix, que és més gran i conté les regions d'unió a l'ADN. Aquestes hèlixs, condueixen a la dimerització amb un segon factor bHLH, anomenat caixa-E (E-box) format per sis nucleòtids palindròmics (CANNTG). La seqüència d'ADN conté dos exons i s'acaba traduint a 202 residus proteics. Les dues proteïnes twist presents en els vertebrats, twist 1 i twist 2, tenen una estructura pràcticament idèntica en els dominis bHLH i C-terminal, concretament tenen una homologia del 95% i del 100% respectivament. En canvi, presenten més diferències en el domini N-terminal, on l'homologia no arriba al 55%. En aquest domini, twist 1 presenta una part rica en glúcids que twist 2 no té. 

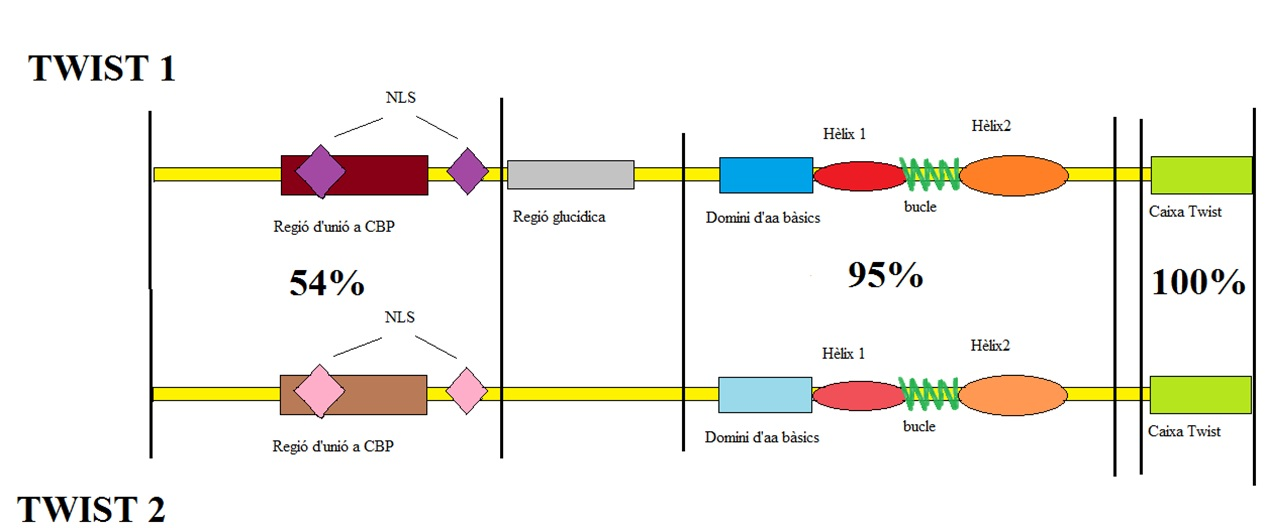
En la imatge superior es poden veure les homologies i diferències entre twist-1 i twist-2 quant a la seva estructura.

## Activació del gen twist

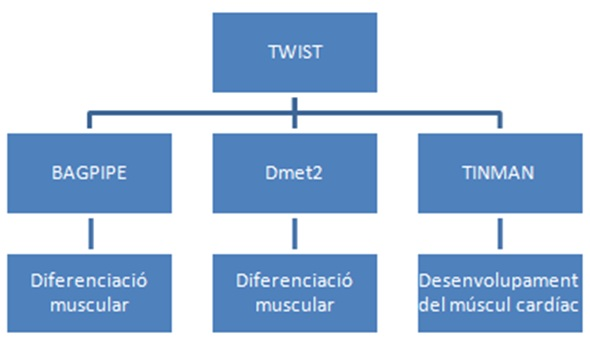
En aquest esquema podem veure quins són els altres factors que s'activen a partir de l'acció de twist.

Tots els òrgans del cos, músculs i cèl·lules deriven de les cèl·lules mesodèrmiques embrionàries. I és la proteïna dorsal la que activa gens específics perquè aquestes cèl·lules arribin a formar la mesoderma. Entre altres un d'aquests gens activats per la proteïna dorsal és el gen twist. El twist és, per tant, únicament activat en cèl·lules que han rebut altes concentracions d'aquesta proteïna, ja que els seus potenciadors no s'uneixen a la proteïna dorsal amb una afinitat molt elevada. La mesoderma es forma allà on twist i snail hi estan presents mentre que les cèl·lules glials, on interaccionen twist i rhomboid. twist a més activa Dmet2 i bagpipe que activen la diferenciació muscular i també a Tinman que activa el desenvolupament del múscul cardíac.

## Implicació de twist-1 en processos cel·lulars
S'ha suggerit que el twist-1 sigui un oncogen potencial, contribuint a la metàstasi a través de la seva implicació en la regulació de l'EMT. A més, s'ha comprovat que twist-1 està sobre-expressat en les cèl·lules de diversos tumors.

### Transició epitelial-mesenquimàtica
L'EMT (epithelial to mesenchimal transition) és un procés a través del qual les cèl·lules epitelials perden polaritat i sofreixen una remodelació del citoesquelet. En embriogènesi té un paper clau en la gastrulació i la subseqüent formació de diversos teixits i òrgans com la cresta neural, el cor, l'aparell locomotor, el sistema nerviós i altres. També està implicat en la reparació tissular en l'adult. El TWIST 1 indueix l'EMT amb la repressió de l'E-cadherina. D'aquesta manera, les cèl·lules adquireixen propietats mesenquimàtiques i manifesten un fenotip migratori (amb N-cadherina), adquirint així propietats de cèl·lules invasores, induint la metàstasi.

### Control de l'apoptosi
El TWIST 1, com a factor de transcripció helix-loop-helix, activa o suprimeix, actuant en els gens, algunes vies biològiques, inclosa l'apoptosi. Aquest control transcripcional és rellevant durant la EMT, ja que el TWIST necessita activar programes antiapoptòtics per a permetre les cèl·lules epitelials transformar-se en mesenquimàtiques, evitant la mort cel·lular gràcies a les unions íntimes entre les cèl·lules epitelials.

### Implicació en els processos cancerosos
El TWIST 1 té un paper clau en el desenvolupament i la progressió de diversos tipus de càncer. Hi ha quatre processos malignes fonamentals en les quals aquest factor de transcripció està involucrat: EMT, resistència a l'apoptosi induïda per medicaments citotòxics, senyalització i hipòxia. A més, és repressor de la transcripció de la proteïna p-53, que és un supressor tumoral.
S'ha estudiat el paper del TWIST 1 en diferents tipus de càncer com són el càncer de mama, rabdomiosarcomes, carcinomes gàstrics, neuroblastomes, gliomes, càncer de pàncrees, càncer de pròstata, melanoma, carcinoma hepatocel·lular, carcinoma epitelial ovàric, càncer d'endometri, de cèrvix, de coll i de cap, colonorectal, càncer de pulmó o feocromocitoma. L'observació de l'activació del TWIST 1 en càncers en humans té implicacions clíniques importants, tant a nivell predictiu com de pronòstic.
La inhibició del TWIST 1 en fibroblasts de ratolins també augmenta la sensibilitat a l'etòpsid, un fàrmac que perjudica l'ADN provocador de càncer. Tot plegat pot suposar que la regulació del factor de transcripció TWIST 1 sigui de gran ajuda per a augmentar la sensibilitat a certs fàrmacs antitumorals activadors de l'apoptosi.

### Influència de la hipòxia
La hipòxia (baixa concentració d'oxigen en el medi), és un resultat de diversos processos associats a la proliferació cel·lular, ja que les cèl·lules neoplàsiques necessiten una aportació major d'oxigen i es van dividint sense control. S'ha demostrat en diversos estudis que la hipòxia provoca que certs factors de transcripció (entre ells HIF1-alfa i TWIST 1) indueixin la EMT, la qual desencadenarà en invasió, intravasació i, finalment, en metàstasi.

## Funcions del twist en diferents espècies
Les proteïnes hèlix-loop (bHLH) són factors de transcripció que actuen en processos de diferenciació com a reguladors i tenen papers també importants en diferents processos del desenvolupament, com per exemple la neurogènesi o la miogènesi.
El gen TWIST codifica un factor bHLH que regula diferents decisions de la cèl·lula en els teixits mesodèrmics, especialment durant la miogènesi. Aquest gen que apareix en espècies ben diverses pot realitzar diverses funcions. Algunes són comunes interespecíficament parlant mentre que altres són exclusives d'algunes espècies.
En Drosophila melanogaster desenvolupa un paper molt important durant la gastrulació i desenvolupa un paper important al realitzar subdivisions de la mesoderma i en la regulació del múscul somàtic. En les darreres etapes del desenvolupament embrionari l'expressió del gen TWIST continua existint únicament en els mioblasts involucrats en el procés de formació del múscul de l'adult.
En vertebrats a part d'algunes funcions comunes amb la Drosophila com la seva participació en la gastrulació, en humans, el gen TWIST és bàsicament conegut per la seva capacitat d'interferir amb altres bHLH proteïnes que controlen el desenvolupament del múscul esquelètic. En vertebrats TWIST és un inhibidor de la miogènesi. Però el gen TWIST encara té més papers, TWIST pot també se considerat com un potent oncogen que inhibeix l'apoptosi induïda per C-Myc o p53 activada. L'apoptosi produïda per C-Myc pot ser reduïda en un 50% pel gen TWIST i aquest pot prevenir la mort cel·lular segons estudis. Per tant, en vertebrats TWIST està involucrat en s de proliferació i processos p-dependents d'apoptosi. La pregunta que resta a respondre a continuació és si aquests mecanismes són conservats per la proteïna TWIST en altres espècies.
Curiosament existeix una conservació de la funció del TWIST humà, i per tant, aquest gen és capaç d'induir proliferació en Drosophila melanogaster.

## Implicació de twist-2 en la síndrome de Saethre-Chotzen

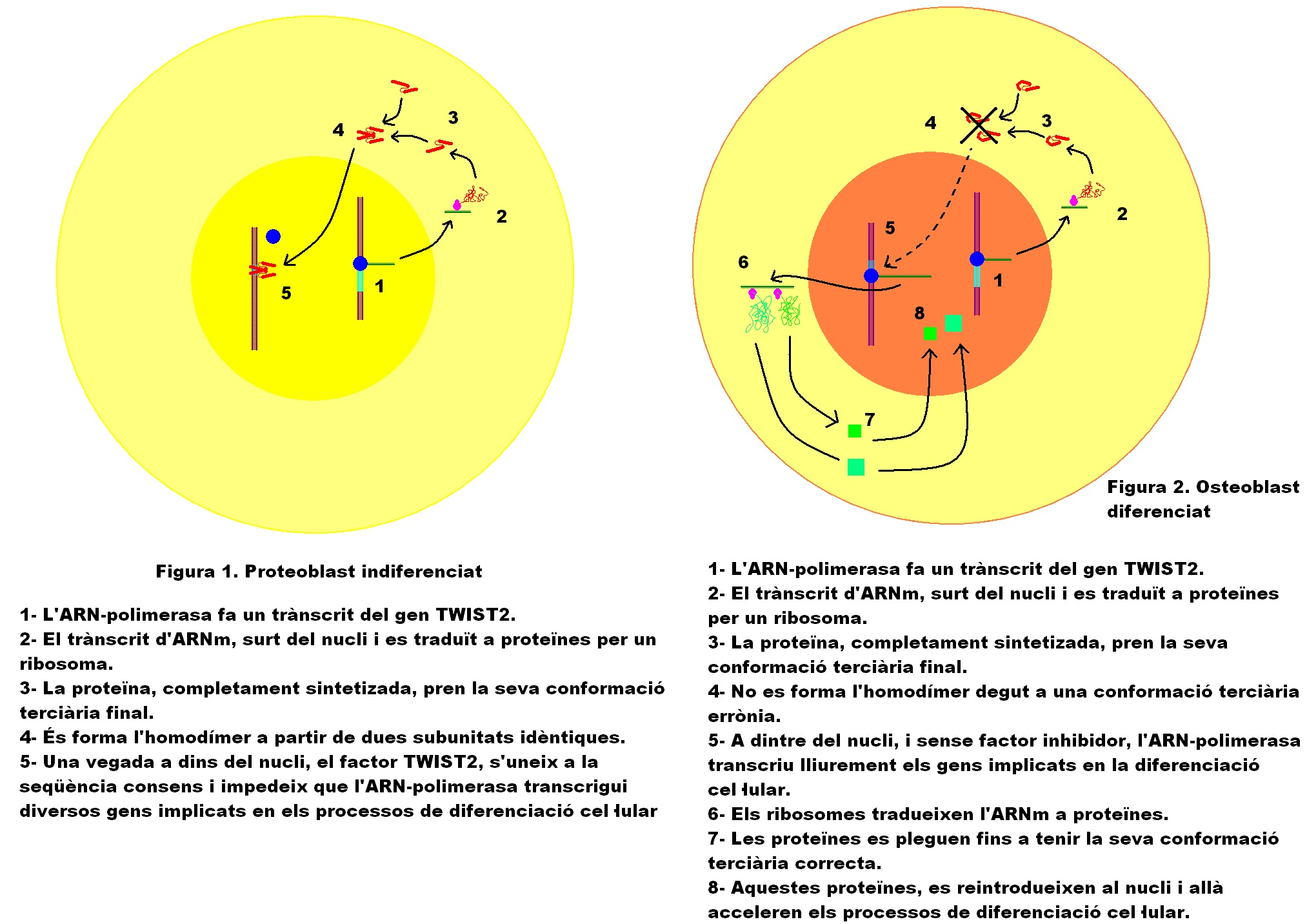
En aquesta imatge es representne, d'una forma simplificada i esquemàtica, la correcta i incorrecta funcionalitat del twist-2 i la implicació d'aquest fet dins del procés de transcripció de proteïnes i d'inhibició proteica amb la subsegüent influència que això té sobre la diferenciació cel·lular dels proteoblasts.

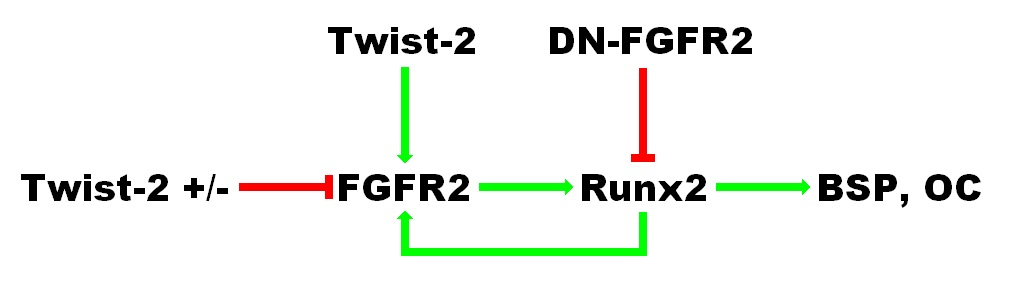
Un dels esquemes proposats d'actuació i influència de twist-2. Si hi ha molt twist-2, s'inhibeix la síntesi de FGFR2, que alhora inhibeix la síntesi de Runx2 cosa que produeix una incorrecta i prematura suturació del ossos entre altres efectes.

Els factors de transcripció de tipus domini bàsic-hèlix-bucle-hèlix (bHLH) estan implicats en processos de diferenciació cel·lular i TWIST2, com a membre d'aquesta família, té un paper molt important en l'osteogènesi en l'etapa de desenvolupament embriònica. Es creu, que durant el procés de maduració dels osteoblasts, aquesta proteïna és l'encarregada de regular el correcte funcionament del cicle.
La funció d'aquest factor de tipus inhibidor és doncs la d'aturar el procés de diferenciació cel·lular dels proteoblasts i a mesura que els nounats creixen, es va reduint l'expressió d'aquest gen de tal forma que a poc a poc, els proteoblasts maduren en osteoblasts.
TWIST2, si és expressat en la mesura correcta i sense mutacions, s'uneix a la seqüència consens 5'-CACGTG-3' de l'ADN i impedeix la transcripció de MYOD1, MYOG, MEF2A i MEF2C i també n'inhibeix la de certes citocines, implicades en la divisió cel·lular, com TNFA i IL1B. Però, una o diverses mutacions a la seqüència del gen, poden resultar en el fet que la proteïna no sigui funcional i, per exemple, no pugui unir-se a la seqüència consens de l'ADN o d'altra banda que no pugui formar correctament l'homodímer que és l'encarregat en darrer terme d'unir-se a l'ADN. Si qualsevol d'aquests casos succeeix, el resultat és que el factor regulador inhibidor del cicle maduratiu que transforma els proteoblasts en osteoblasts desapareix o resulta insuficient i, per tant, el procés resta incontrolat. Es desenvolupa el que es coneix com a Síndrome de Sathe-Chotzen o Acrocefalosindactília de tipus III. D'aquesta manera, l'osteogènesi es duu a terme d'una forma prematura i generalment i com a símptoma més comú, els ossos cranials dels embrions se suturen molt abans del que és necessari tot produint deformacions a l'estructura del crani i cert retard mental.